# グリーンピア玉川
グリーンピア玉川（グリーンピアたまがわ）は、愛媛県今治市玉川町の玉川総合公園内に立地する体育館「今治市玉川総合公園多目的体育館」の愛称である。
なお「大規模年金保養基地 グリーンピア」とは関係ない、今治市立の施設である。

## 概要
競技場や武道場などが設置され体育館として利用されているほか、文化ホールとしての機能も兼ねている多目的体育館である。可動椅子により競技場から大ホールへの切り替えが可能となっている。
特定非営利活動法人今治しまなみスポーツクラブが指定管理者として管理運営を行っている。

## 施設
- 競技場・大ホール（1階:752席、2階:72席、合計：824席[5]）
- 武道場
- トレーニング室
- 更衣室
- 会議室
- 3世代ふれあい室

## 交通アクセス
- 西瀬戸自動車道今治インターチェンジより車で約15分。
- 今治駅、松山市駅より瀬戸内運輸（特急バス今治～松山線）にて「玉川支所前」停留所で下車、徒歩で約10分。